# Рагби јунион репрезентација Шри Ланке
Рагби јунион репрезентација Шри Ланке је рагби јунион тим који представља Шри Ланку у овом екипном спорту. Рагби у Шри Ланки има дугу традицију. Рагби савез Шри Ланке основан је 1908. и један је од најстаријих националних рагби савеза на планети. Данас у Шри Ланки има око 120 000 регистрованих рагбиста и 105 рагби клубова, ипак рагби јунион репрезентација Шри Ланке никада није успела да се пласира на Светско првенство у рагбију. После неприкосновеног Јапана, Шри Ланка је једна од најбољих рагби селекција са азијског континента. Дрес Шри Ланке је зелене боје, а капитен је Фазил Марија. Најубедљивију победу Шри Ланка је остварила 2007. над Малезијом, резултат је био 77-3, а најтежи пораз Шри Ланка је доживела 2002. када је било 129-6 за Јапан. 

## Тренутни састав
Рошан Веранте
Кавинду Де Коста
Дулај Перера
Данушка Рањан
Сандух Херат
Лаванга Перера
Риза Мубарак
Нигел Ратвате
Ахала Перера
Кишо Јахан
Гануса Дасунајака
Џејсон Мелдер
Рандика Малвис
Шенан Димитри
Шаро Фернандо
Буванака Удангамува
Сухиру Ентони